# Indicatif régional 707

Carte de l'État de Californie avec les territoires de ses indicatifs régionaux. L'indicatif régional 707 est en rouge.

L'indicatif régional 707 est l'un des multiples indicatifs téléphoniques régionaux de l'État de Californie aux États-Unis. Selon les plans actuels (en 2011), cet indicatif régional sera scindé à une date non encore définie pour créer les indicatifs régionaux 369 et 627.
Cet indicatif dessert le nord-ouest de la Californie, incluant le nord de la région de la baie de San Francisco, le Redwood Empire et le Wine Country. Plus précisément, il dessert les villes de Santa Rosa, Eureka, Petaluma, Napa, Vallejo et Fairfield.
La carte ci-contre indique en rouge le territoire couvert par l'indicatif 707.
L'indicatif régional 707 fait partie du plan de numérotation nord-américain.